# Jordan Garcia-Calvete
Jordan Garcia-Calvete (Bruxelles, 6 maggio 1992) è un ex calciatore belga, di origini spagnole, di ruolo attaccante.

## Carriera
Cresciuto nel settore giovanile dell'Anderlecht, nel luglio 2011 viene ceduto in prestito al Sint-Truiden, con cui debutta tra i professionisti. Infatti, il 17 settembre successivo, viene schierato nell'incontro di Pro League perso per 2-0 contro il Westerlo. Tuttavia, dopo solo 6 presenze tra campionato e coppa, nel mese di dicembre fa rientro all'Anderlecht. Nel gennaio 2012 viene prestato alla formazione olandese del De Graafschap. Esordisce in Eredivisie l'11 marzo dello stesso anno, nell'incontro perso per 2-0 contro l'Heerenveen. Nell'arco di tre stagioni e mezza, totalizza 82 presenze e 6 reti. Negli anni successivi, ha vestito le maglie dei dilettanti di RWDM47 e Ganshoren.

## Statistiche

### Presenze e reti nei club
Statistiche aggiornate al 16 agosto 2022.
| Stagione        | Squadra         | Campionato      | Campionato | Campionato | Coppe nazionali | Coppe nazionali | Coppe nazionali | Coppe continentali | Coppe continentali | Coppe continentali | Altre coppe | Altre coppe | Altre coppe | Totale | Totale |
| Stagione        | Squadra         | Comp            | Pres       | Reti       | Comp            | Pres            | Reti            | Comp               | Pres               | Reti               | Comp        | Pres        | Reti        | Pres   | Reti   |
| --------------- | --------------- | --------------- | ---------- | ---------- | --------------- | --------------- | --------------- | ------------------ | ------------------ | ------------------ | ----------- | ----------- | ----------- | ------ | ------ |
| lug.-dic. 2011  | Sint-Truiden    | D1              | 4          | 0          | CB              | 2               | 0               |                    | -                  | -                  |             | -           | -           | 6      | 0      |
| gen.-giu. 2012  | De Graafschap   | ED              | 5          | 0          | CO              | -               | -               |                    | -                  | -                  |             | -           | -           | 5      | 0      |
| 2012-2013       | De Graafschap   | 1D              | 23+4       | 2+1        | CO              | 1               | 0               |                    | -                  | -                  |             | -           | -           | 28     | 3      |
| 2013-2014       | De Graafschap   | 1D              | 20         | 3          | CO              | 1               | 0               |                    | -                  | -                  |             | -           | -           | 21     | 3      |
| 2014-2015       | De Graafschap   | 1D              | 25         | 0          | CO              | 3               | 0               |                    | -                  | -                  |             | -           | -           | 28     | 0      |
| Totale carriera | Totale carriera | Totale carriera | 81         | 6          |                 | 7               | 0               |                    | -                  | -                  |             | -           | -           | 88     | 6      |